# Диаставроси Палеокастру
Диаставроси Палеокастру (на гръцки: Διασταύρωση Παλαιοκάστρου) е село в Егейска Македония, Гърция, част от дем Полигирос в административна област Централна Македония. Според преброяването от 2001 година има 327 жители.

## География
Даставроси Палеокастро е разположено в центъра на Халкидическия полуостров в западната част на планината Холомонда, на 2 km североизточно от старото селище Палеокастро (Каяджик).